# Indianoinocellia mayana
Indianoinocellia mayana är en halssländeart som beskrevs av U. Aspöck et al. 1992. Indianoinocellia mayana ingår i släktet Indianoinocellia och familjen reliktsländor. Inga underarter finns listade i Catalogue of Life.